# Deserto de Owyhee
 Coordenadas : formato inválido

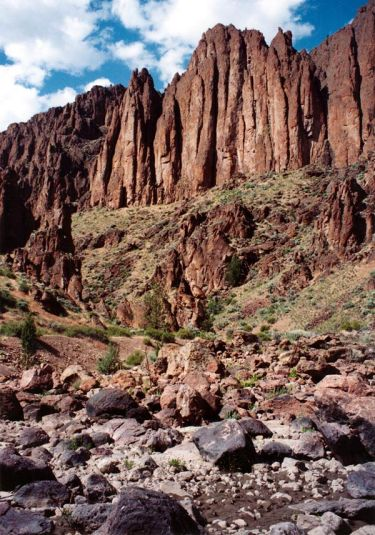
Owyhee River Canyon

O Deserto de Owyhee é uma ecorregião do Noroeste dos Estados Unidos. Compreende o bioma desértico e árido.
É uma região árida cercada por desfiladeiros, rochas vulcânicas, artêmias e gramaíneas, formando uma área aproximada de 24.280 km².
O deserto se localiza no norte de Nevada, sudoeste de Idaho e sudeste de Oregon. Fica na borda sul do Planalto de Colúmbia, sudoeste de Boise, Idaho, alongando-se até a Cadeia de Santa Rosa. Os rios que banham a região são poucos, mas os principais são os afluentes do Rio Brueneau e o Rio Owyhee que desaguam até o Rio Snake.